# يطروفة عارية الساق
يطروفة عارية الساق (الاسم العلمي:Jatropha nudicaulis) هي نوع من النباتات تتبع جنس اليطروفة من الفصيلة الفربيونية.